# Franck Ngoan
Franck Ngoan, né le 18 mai 2000 à Orsay en Essonne, est un karatéka français spécialisé dans la discipline kata shotokan. Franck Ngoan a été 14 fois champion de France karaté kata. Sa plus haute performance est lors des Championnats d'Europe U-21 2019 où il termine 2e. Il est l'ambassadeur du sport de l'Essonne.

## Biographie

### Enfance
Franck Ngoan naît le 18 mai 2000 à Orsay en Essonne. Il grandît dans une famille de karatékas avec ses frères Kewin, James et sa sœur Caroline qui pratiquent eux aussi le karaté de manière compétitive.

### Carrière sportive
Franck Ngoan est dans le club de l'AS Évry-Courcouronnes Karaté aujourd'hui.

## Palmarès

### Championnats du monde de karaté - kata
- Individuel :
  - 2019 : 5e à Santiago
  - 2021 : 11e à Dubaï

- Par équipes :
  - 2021 : 5e à Dubaï

### Championnats du monde junior individuel - kata
- 2017 : 5e à Santa Cruz de Tenerife

### Championnats d'Europe individuel - kata
- 2019 : Vice-Champion à Aalborg
- 2022 : 5e à Gaziantep
- 2023 : 7e à Guadalajara

### Jeux européens
- 2023 : 5e à Cracovie

### Championnats de France karaté - kata
- 14 fois champion de France[3]

## Distinction
- Nommé ambassadeur du sport de l'Essonne